# إليجاه وليامز
إليجاه وليامز (بالإنجليزية: Elijah Williams)‏ هو لاعب كرة قدم أمريكية أمريكي، ولد في 20 أغسطس 1975 في ميلتون في الولايات المتحدة.

## وصلات خارجية
- إليجاه وليامز على موقع مرجع كرة القدم المحترفة.كوم (الإنجليزية)